# Диродийнонаалюминий
Диродийнонаалюминий — бинарное неорганическое соединение
алюминия и родия
с формулой Al9Rh2,
кристаллы.

## Получение
- Спекание стехиометрических количеств чистых веществ:

{\displaystyle {\mathsf {9Al+2Rh\ {\xrightarrow {930^{o}C}}\ Al_{9}Rh_{2}}}}

## Физические свойства
Диродийнонаалюминий образует кристаллы
моноклинной сингонии,
пространственная группа P 21/c,
параметры ячейки a = 0,6352 нм, b = 0,6428 нм, c = 0,8721 нм, β = 94,81°, Z = 2,
структура типа дикобальтнонаалюминия Al9Co2
.
Соединение образуется по перитектической реакции при температуре 930°С
.